# Mezi rybníky
Mezi rybníky este o arie protejată (arie specială de conservare — SAC, sit de importanță comunitară — SCI) din Republica Cehă întinsă pe o suprafață de 10,21 ha, integral pe uscat.

## Localizare
Centrul sitului Mezi rybníky este situat la coordonatele 50°05′22″N 12°54′54″E / 50.089444°N 12.915°E.

## Înființare
Situl Mezi rybníky a fost declarat sit de importanță comunitară în aprilie 2005 pentru a proteja 1 specie de animale. Situl a fost protejat și ca arie specială de conservare în iulie 2012.

## Biodiversitate
Situată în ecoregiunea continentală, aria protejată nu include niciun habitat protejat.
La baza desemnării sitului se află o specie protejată de  nevertebrate: fluturele auriu (Euphydryas aurinia).